# Poliana leucomelas
Poliana leucomelas là một loài bướm đêm thuộc họ Sphingidae. Loài này có ở Thái Lan.

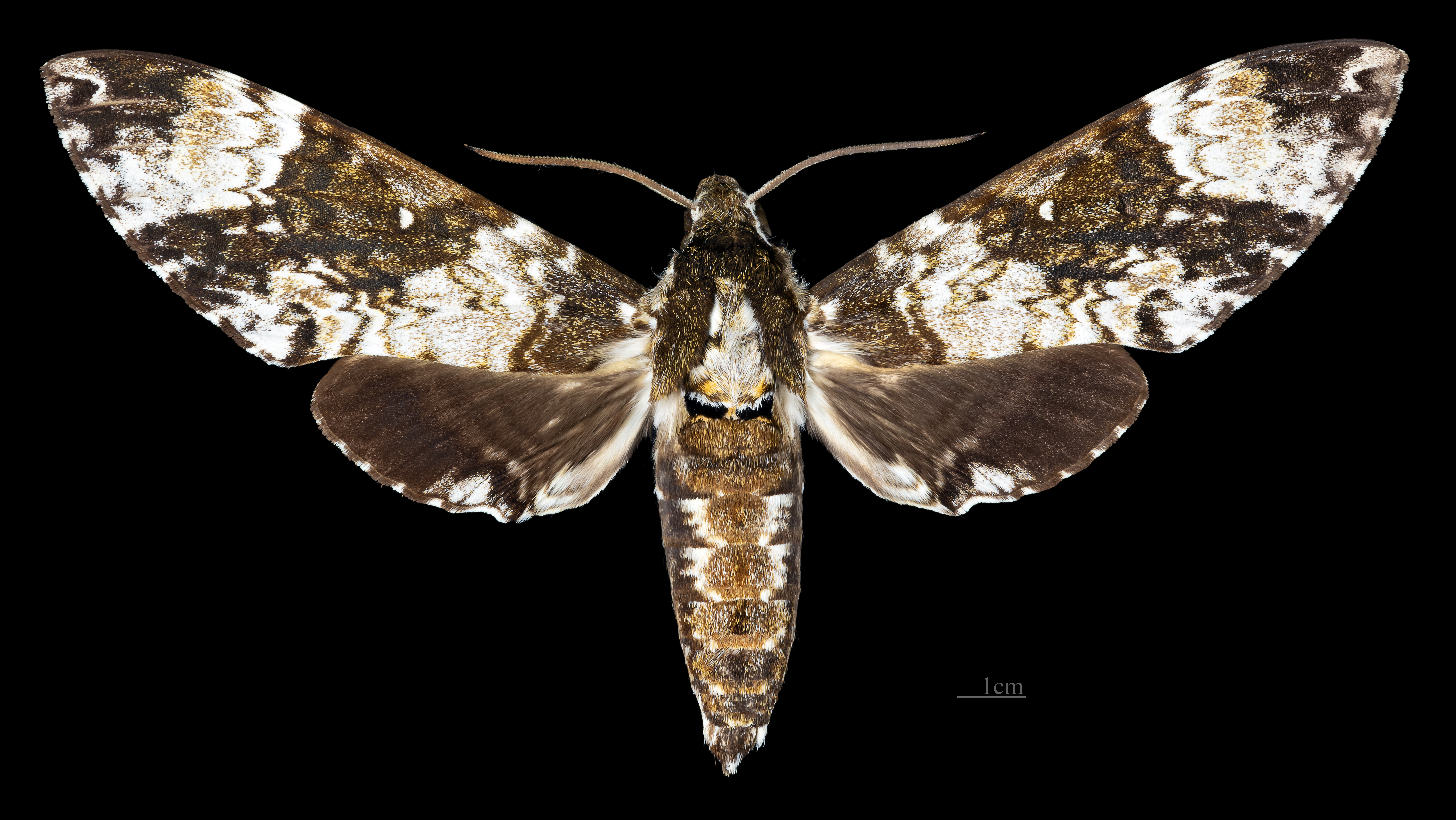
Poliana leucomelas ♀
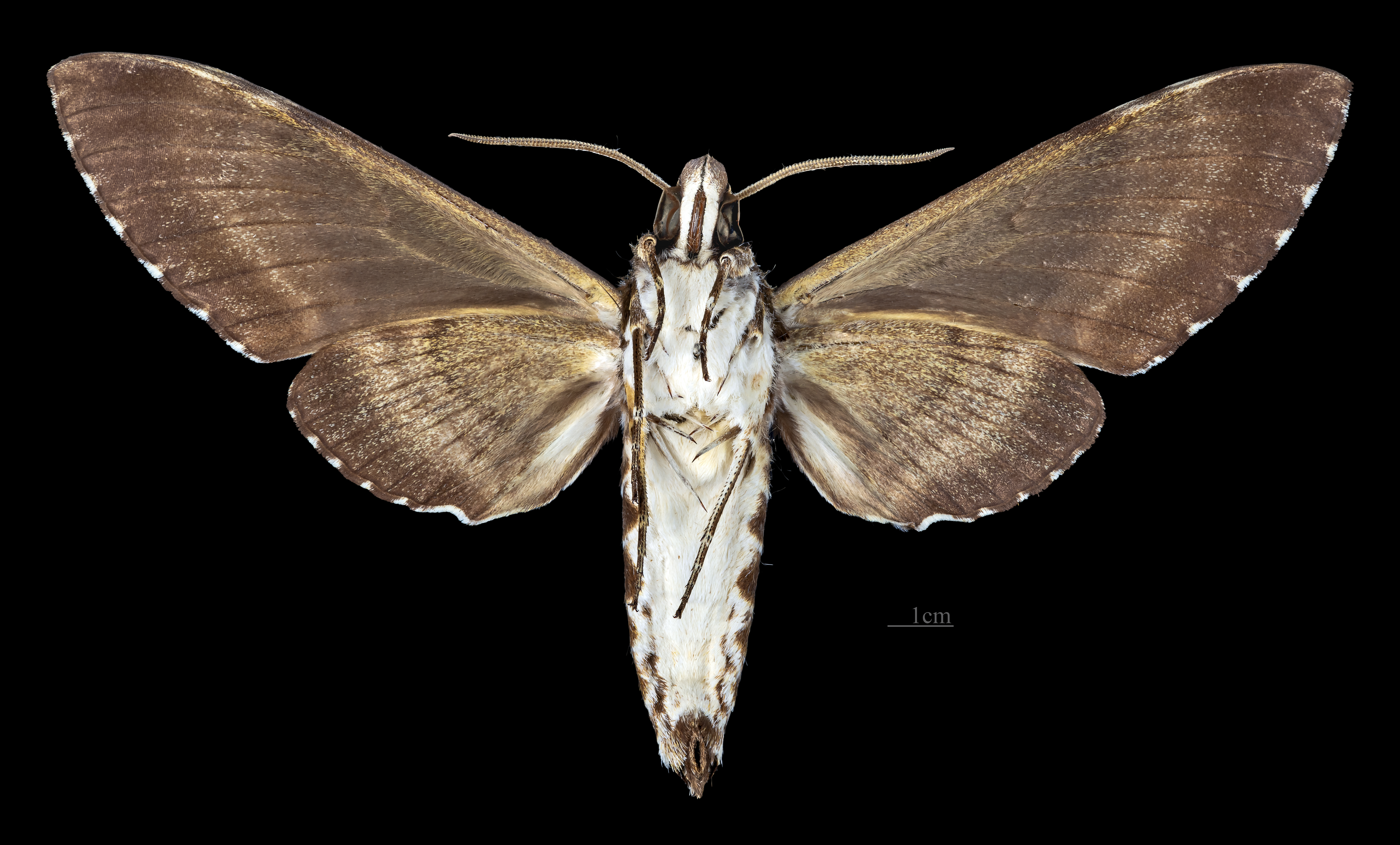
Poliana leucomelas  ♀ △